# 今夜無人入睡
今夜无人入睡，是義大利作曲家普契尼最後一部歌劇《杜蘭朵》的詠嘆調，由男主角卡拉夫王子（Calaf）演唱，歌曲訴說杜蘭朵公主要全城百姓徹夜不睡，在天亮前替她尋找卡拉富王子的名字，若無法如期查出，則全城百姓都將受死，而卡拉夫王子有信心一定能贏得公主。歌曲的原意為「不让人入睡」，中譯為「今夜無人入睡」或「公主徹夜未眠」。這首古典歌劇作品是著名男高音巴伐洛堤（Luciano Pavarotti）的經典金曲，1990年英國廣播公司（BBC）用此曲作為當年意大利世界盃足球賽的主題曲後，令它的知名度更廣為人知。

## 義大利文原文歌詞與中文譯文
（當夜，在死寂又靜謐的氣氛中）

無人得以入睡！無人得以入睡！

妳也一樣，公主殿下！

在妳冰冷的寢宮，

仰望那些因為愛與希望而顫抖的繁星。

而我的秘密深藏於心，

無人能知我的名字！

不，不！當晨光照耀時，我會在你的唇上揭曉謎底！

我的吻將打破妳的沉默，使妳成為我的人。

（然而耳邊隱約傳來城中婦女淒厲的悲鳴：）

無人能知他的名字…

而我們都將難逃一死！



消失吧，黑夜！

下沉吧，星星！下沉吧，星星！

黎明時，我將勝利！

我將勝利！我將勝利！